# Kalanchoe mitejea
Kalanchoe mitejea ist eine Pflanzenart der Gattung Kalanchoe in der Familie der Dickblattgewächse (Crassulaceae).

## Beschreibung

### Vegetative Merkmale
Kalanchoe mitejea ist eine vermutlich ausdauernde, vollständig kahle, glauke Pflanze, die Wuchshöhen von 50 bis 300 Zentimeter erreicht. Die aufrechten Triebe sind kräftig, die Laubblätter gestielt. Der schlanke, drehrunde Blattstiel ist bis zu 5 Zentimeter lang. Die fast eiförmige bis herzförmige Blattspreite ist in der Regel konkav und bootförmig. Sie ist 15 bis 16 Zentimeter lang und 5 bis 6 Zentimeter breit. Die Blattoberseite ist glauk, die Unterseite blassgrün und für gewöhnlich purpurfarben oder kastanienbraun gesprenkelt. Die Spreitenspitze ist spitz bis zugespitzt. Der Blattrand ist ganzrandig bis wenig winzig gekerbt.

### Generative Merkmale
Der Blütenstand ist eine lockere, vielblütige Zyme und erreicht eine Länge von 20 bis 30 Zentimeter. Die aufrechten Blüten stehen an 4 bis 15 Millimeter langen, schlanken Blütenstielen. Ihre Kelchröhre ist 0,5 bis 1,3 Millimeter lang. Die dreieckigen bis lanzettlich-pfriemlichen, zugespitzten Kelchzipfel sind 2 bis 3,2 Millimeter lang und 1,2 bis 2 Millimeter breit. Die präsentiertellerförmige Blütenkrone ist zur Basis hin vergrößert. Die Kronröhre ist 17 bis 22 Millimeter lang. Ihre lanzettlich-eiförmigen bis verkehrt eiförmigen, stumpfen Kronzipfel tragen ein aufgesetztes Spitzchen. Sie weisen eine Länge von 4,5 bis 6,5 Millimeter auf und sind 2,5 bis 4 Millimeter breit. Die Staubblätter ragen alle nicht oder nur kaum aus der Blüte heraus. Die länglichen Staubbeutel sind 1,1 bis 1,3 Millimeter lang. Die linealischen, ausgerandeten bis dreispaltigen Nektarschüppchen weisen eine Länge von 2 bis 4 Millimeter auf. Das eiförmige bis linealisch-pfriemliche Fruchtblatt ist 10 bis 14 Millimeter und der Griffel 6 bis 8 Millimeter lang.
Die länglichen Samen erreichen eine Länge von etwa 1 Millimeter.
Die Chromosomenzahl beträgt 2n = 34.

## Systematik und Verbreitung
Kalanchoe mitejea ist im Norden von Uganda, in Kenia und im Norden von Tansania in bewaldetem Grasland, Buschland und Strauchwerk, auf sandigen oder humösen Böden und gelegentlich auf felsigen Hängen in Höhen von 250 bis 2100 Metern verbreitet.
Die Erstbeschreibung durch Alice Leblanc und Raymond-Hamet wurde 1913 veröffentlicht. Das Epitheton "mitejea" ist ein Anagramm von "je t'aime" (deutsch: "ich liebe dich"). Alice Leblanc war die Gefährtin von Raymond-Hamet.

## Nachweise